# Michał Szczerbic
Michał Jan Szczerbic (ur. 22 lutego 1944 w Oleśnicy) – polski producent, kierownik produkcji oraz scenarzysta filmowy.

## Życiorys
Absolwent Wydziału Prawa Uniwersytetu Łódzkiego oraz Studium Organizacji Produkcji Filmowej PWSFTviT w Łodzi. Laureat Polskiej Nagrody Filmowej, Orzeł w dwóch kategoriach: najlepszy scenariusz oraz Nagroda Publiczności. Brat aktorki Joanny Szczerbic.

## Filmografia
jako reżyser
- Sprawiedliwy (2015)

jako producent:
- Kiedy rozum śpi (1992)
- Król przedmieścia (2002) – serial
- Letnia miłość (2006)
- Jasminum (2006)

jako scenarzysta:
- Prawo ojca (1999)
- Wiedźmin (2001)
- Róża (2011)

jako kierownik produkcji:
- Aktorzy prowincjonalni (1978)
- Limuzyna Daimler-Benz (1981)
- Rok spokojnego słońca (1984)
- Dom wariatów (1984)
- Kochankowie mojej mamy (1985)
- Lista Schindlera (1993)
- Pan Tadeusz (1999)
- Pianista (2002)
- Pornografia (2003)
- Persona non grata (2005)
- Róża (2011)

## Wybrane nagrody i nominacje
- 2006 – Nagroda Publiczności Silver Screen na Festiwalu Polskich Filmów Fabularnych w Gdyni za film Jasminum (jako producent)
- 2007 – nominacja do Polskiej Nagrody Filmowej, Orzeł za film Jasminum (jako producent)
- 2007 – Polska Nagroda Filmowa, Orzeł – Nagroda Publiczności za film Jasminum (jako producent)
- 2012 – Polska Nagroda Filmowa, Orzeł za scenariusz filmu Róża